# 엑스키퍼
엑스키퍼(X-keeper)는 지란지교소프트에서 제작한 자녀보호용 유료 소프트웨어이다.
소프트웨어는 모바일과 컴퓨터 버전이 있으며, 아동 청소년을 대상으로 하며, 유해 웹사이트 차단 기능, 하루 사용 시간 제한 기능, 현재 화면 캡쳐 등을 제공한다.

## 비판
엑스키퍼를 비롯한 대부분의 자녀 통제용 소프트웨어는 청소년 및 어린이의 자기결정권과 사생활을 침해하고 있다는 비판을 받고 있다. 또한 대한민국 헌법에 명시된 기본권인 자유권을 침해한다는 비판도 있다.

## 같이 보기
- ZEM
- 스마트보안관
- 모바일펜스
- 구글 패밀리 링크